# マイセン
座標: 北緯51度9分49秒 東経13度28分39秒 / 北緯51.16361度 東経13.47750度
マイセン（Meißen, ソルブ語：Mišno）は、ドイツザクセン州ドレスデン地方マイセン郡の郡庁所在地であり、人口約2万8千の工業都市である。マイセン陶磁器とワインで知られる。

## 地理
ドレスデンから北西に約25km、ライプツィヒ から東に約100km、フライベルクから北東に約40kmの位置にある。チェコ国境の向こう側から続く、エルベ渓谷の終点でもある。

### 隣接する市・自治体
コスヴィヒ（Coswig）、ディーラ・ツェーレン（Diera-Zehren）、ケープシュッツタール（Käbschütztal）、クリップハウゼン（Klipphausen）、ニーデラウ（Niederau） 、トリービシュタール（Triebischtal）、ヴァインベーラ（Weinböhla）の7市。

### 市構成
プロッセン（Plossen）、ケルン（Cölln）、クヴェステンベルク（Questenberg）、アルトシュタット（Altstadt）、トリービシュタル（Triebischtal）、ボーニッチ（Bohnitzsch）、シュパー（Spaar）、ツァッシェンドルフ（Zaschendorf）、レルヒャ（Lercha）、ニーダーフェーレ（Niederfähre）、チャイラ（Zscheila）の11市。

## 歴史

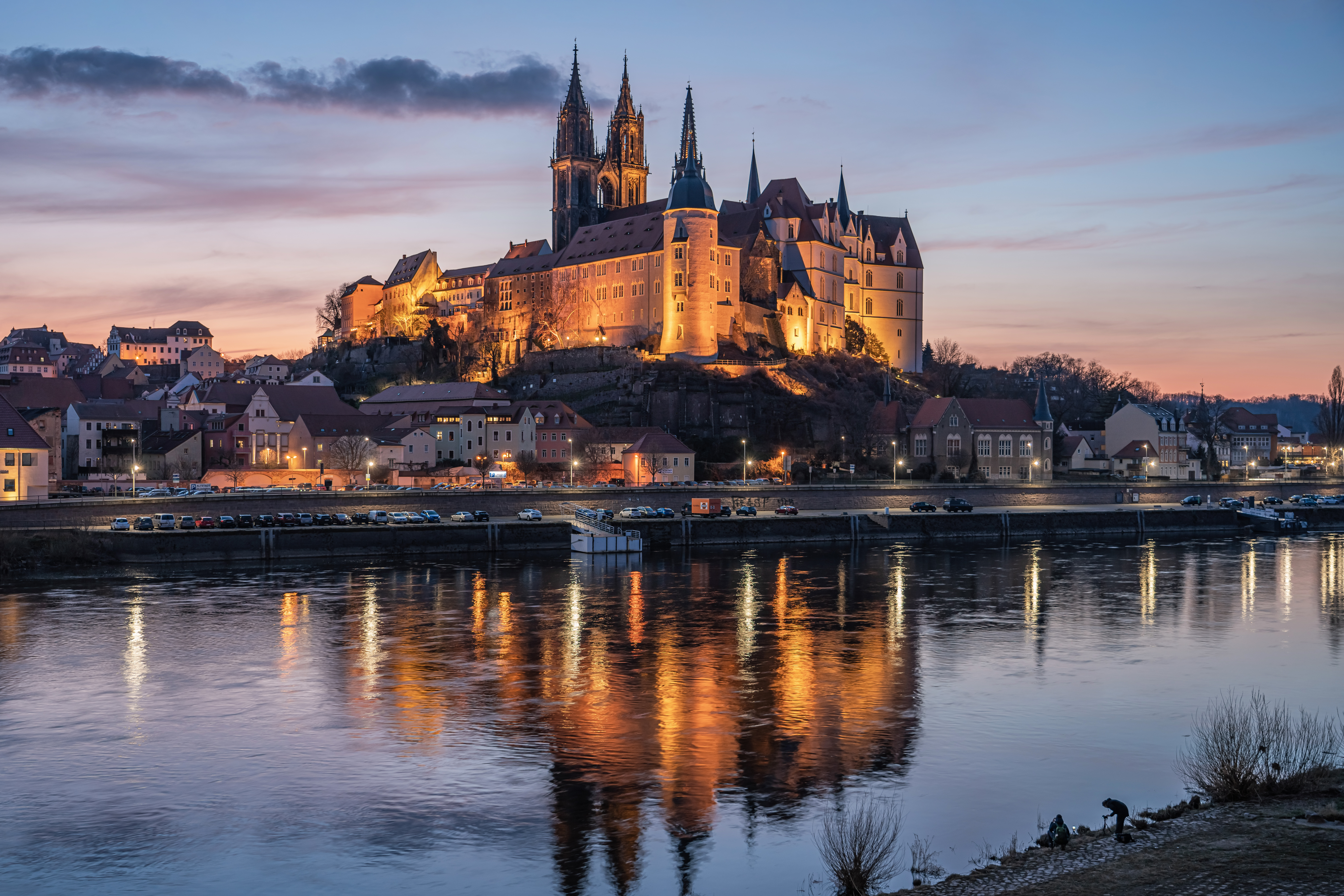
マイセン大聖堂とアルブレヒツ城

マイセンの名は、929年に初めて文章として記されたとされている。同じ年、ハインリヒ1世によりMisni（ミズニ）城が創立され、マイセンには1423年頃までマイセン辺境伯領が存在していた。その中で有名な人物に、コンラート1世（Wettiner Konrad der Große、大辺境伯）、オットー（Otto der Reiche、裕福伯）、ディートリヒ（Dietrich der Bedrängte、苦境伯）、ハインリヒ3世（Heinrich der Erlauchte、貴顕伯）などがおり、当時のザクセン選帝侯であったフリードリヒ4世（Friedrich der Streitbare、好戦公）も含まれている。
マイセン聖堂（Der Meißner Dom）とアルブレヒツ城（Die Albrechtsburg）は、マイセンのシンボル的存在。マイセン聖堂は1250年に建築が始まり、1470年にはArnold von Westfalen（アーノルド・フォン・ヴェストファレン）によってアルブレヒツ城が建てられた。
2002年、歴史ある市の中心部が、洪水により被災。

## 交通

### 水上
陸上輸送が発達していなかった時代から現在に至るまで、エルベ川は重要な輸送手段である。マイセン─ドレスデン間を定期運航している蒸気観光船が有名。また、チェコなどからの貨物船が多い。

### 鉄道

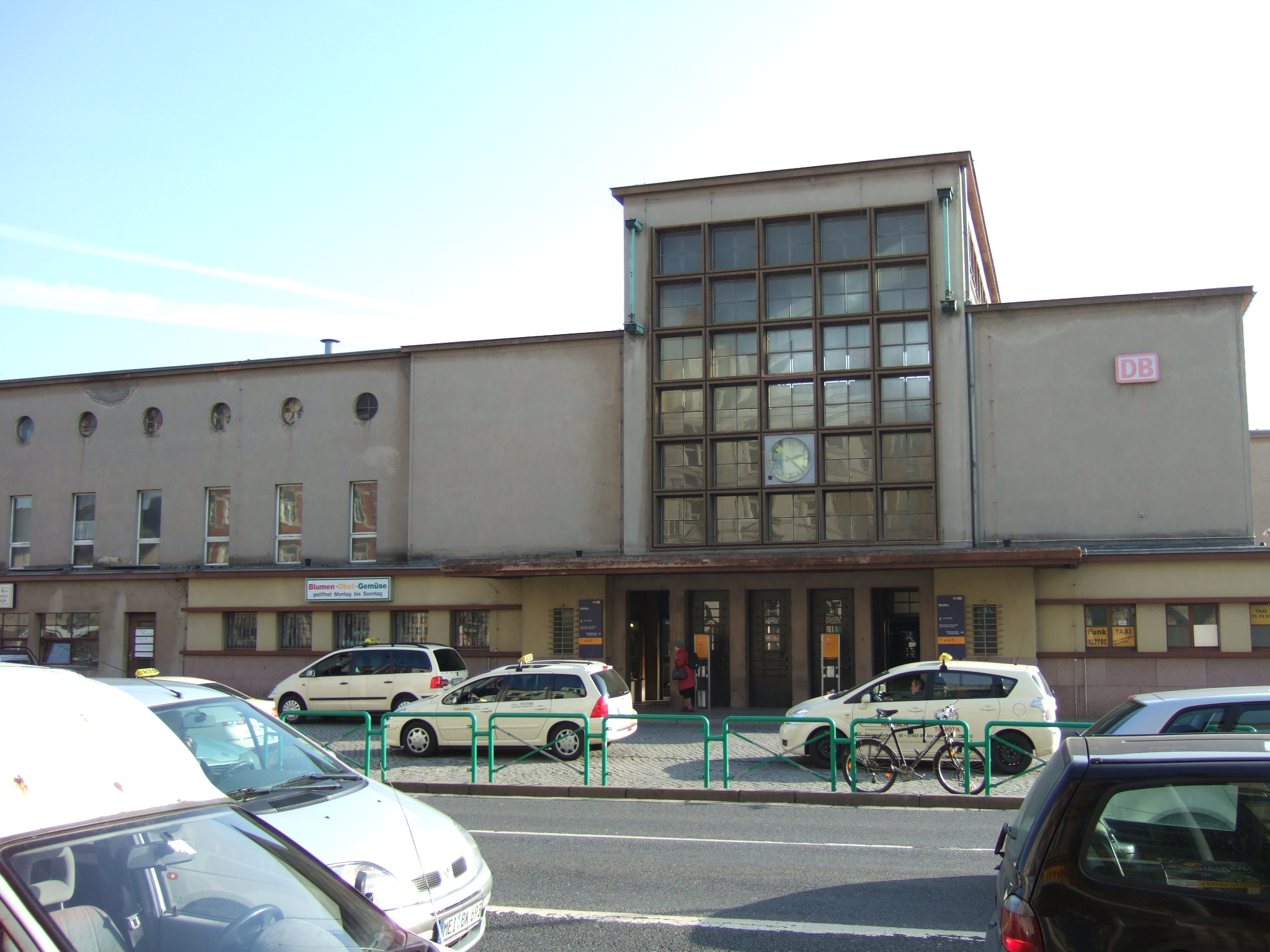
マイセン中央駅

ドイツ鉄道マイセン中央駅からは、S-Bahn1番系統がドレスデン、チェコ国境付近のシェーナ方面へ最高30分間隔で出ている他、ライプツィヒ方面へも一日数本ほどの地域快速が出ている。

### 街道
ドレスデン - マイセン間には、エルベ川をはさんで南北それぞれ一本ずつ街道が整備されており、東西交流に重要な動脈となっている。北側は、高級住宅・別荘の多いコスヴィヒ（Coswig）、ラーデボイル（Radebeul） と通り、ドレスデン新市街方面へと通じ、南側は、小さい自治体の多いクリップハウゼン（Klipphausen）を抜けて、ドレスデン旧市街方面へと繋がっている。

## 文化・名所
- マイセン陶磁器
- アルブレヒツ城（英語版）
- マイセン聖母教会（ドイツ語版）

## 姉妹都市
- ヴィトリー＝シュル＝セーヌ（フランス共和国・イル＝ド＝フランス地域圏）
- 有田町（日本国・佐賀県）
- ケルキラ（ギリシャ共和国）
- プロボ（アメリカ合衆国・ユタ州）